# Warwick Davis
Warwick Ashley Davis (Epsom, Surrey, 3 de febrer de 1970) és un actor còmic anglès. És conegut pels seus papers de l'ewok Wicket en Star Wars episodi VI: El retorn del Jedi, de Willow en la pel·lícula homònima i del professor Filius Flitwick en la saga de pel·lícules de Harry Potter.

## Biografia
A la sèrie britànica Life's Too Short (2011) hi interpretava una versió distorsionada de si mateix. Davis pateix Displàsia espondiloepifisaria congènita, un rar trastorn dels ossos en creixement que dona lloc a nanisme esquelètic típic.
Estava casat des de 1991 amb l'actriu Samantha Davis, que va morir l'abril de 2024.

## Filmografia
| Any  | Pel·lícula                                                                             | Paper                                   |
| ---- | -------------------------------------------------------------------------------------- | --------------------------------------- |
| 1982 | Return of the Ewok                                                                     |                                         |
| 1983 | Star Wars Episodi VI: El Retorn del Jedi                                               | Wicket W. Warrick                       |
| 1984 | La caravana del valor: Una aventura dels Ewoks (Caravan of Courage: An Ewok Adventure) | Wicket W. Warrick                       |
| 1985 | Ewoks: The Battle for Endor                                                            | Wicket W. Warrick                       |
| 1986 | Labyrinth                                                                              | Goblin Corps                            |
| 1986 | The Princess and the Dwarf                                                             |                                         |
| 1987 | Conor Finan's Adventures in Naas                                                       |                                         |
| 1988 | Willow                                                                                 | Willow Ufgood                           |
| 1990 | The Silver Chair                                                                       | Glimfeather                             |
| 1993 | Leprechaun                                                                             | Leprechaun                              |
| 1994 | Leprechaun 2                                                                           | Leprechaun                              |
| 1995 | Leprechaun 3                                                                           | Leprechaun                              |
| 1996 | Leprechaun 4: In Space                                                                 | Leprechaun                              |
| 1997 | El príncep valent (Prince Valiant)                                                     | Pechet                                  |
| 1998 | A Very Unlucky Leprechaun                                                              | Lucky                                   |
| 1999 | Star Wars Episodi I: L'Amenaça Fantasma                                                | Yoda                                    |
| 1999 | The New Adventures of Pinocchio                                                        | Nan                                     |
| 1999 | The White Pony                                                                         | Edgar Rod                               |
| 2000 | The 10th Kingdom                                                                       | Acorn el Nan                            |
| 2000 | Leprechaun: In the Hood                                                                | Leprechaun                              |
| 2001 | Harry Potter i la pedra filosofal                                                      | Professor Flitwick / Goblin Bank Teller |
| 2002 | Harry Potter i la cambra secreta                                                       | Professor Flitwick                      |
| 2003 | Leprechaun: Back 2 tha Hood                                                            | Leprechaun                              |
| 2004 | Ray                                                                                    | Oberon                                  |
| 2004 | Harry Potter i el pres d'Azkaban                                                       | Professor Flitwick                      |
| 2004 | Skinned Deep                                                                           | Plates                                  |
| 2005 | The Hitchhiker's Guide to the Galaxy                                                   | Marvin the Paranoid Android             |
| 2005 | Harry Potter i el calze de foc                                                         | Professor Flitwick                      |
| 2005 | Small Town Folk                                                                        | Knackerman                              |
| 2007 | Harry Potter i l'Orde del Fènix                                                        | Professor Flitwick                      |
| 2008 | Agent One-Half                                                                         | Agent One-Half                          |
| 2008 | Les Cròniques de Nàrnia: el príncep Caspian                                            | Nikabrik                                |
| 2009 | Harry Potter i el misteri del Príncep                                                  | Professor Flitwick                      |
| 2010 | Harry Potter and the Deathly Hallows – Part 1                                          | Griphook                                |
| 2011 | Harry Potter and the Deathly Hallows – Part 2                                          | Griphook/Professor Flitwick             |